# René Dujarric de la Rivière
René Dujarric de la Rivière, né le 19 avril 1885 à Excideuil (Dordogne) et mort le 28 novembre 1969 à l'hôpital de Neuilly-sur-Seine, est un médecin et biologiste français pasteurien, inventeur de l'antidote de l'amanite phalloïde et d'une technique de filtration qui lui a permis d'identifier le virus de la grippe.

## Biographie

### Études
René Dujarric naît à Excideuil. Après des études secondaires au lycée de Cahors puis à celui de Perpignan, René Dujarric poursuit des études de médecine à l'université de Bordeaux, puis à l'université de Lyon où il se lie d'amitié avec Alexandre Lacassagne.
En 1911, après son externat, commencé à Paris en 1905, durant lequel il rencontre André Chantemesse, il suit en tant qu'interne de l'Hôpital Pasteur le cours de microbiologie de l'Institut Pasteur. Durant les années 1912 et 1913, il passe à la pratique en participant, en tant qu'attaché au laboratoire de Louis Martin à l'Institut Pasteur, aux travaux de parasitologie que Raphaël Blanchard mène à la faculté de médecine de Paris et soutient cette dernière année sa thèse de doctorat en médecine sur la méningite.

### Découvertes en microbiologie
La guerre de 1914-1918 l'affecte comme médecin d'ambulance au 45e régiment d'infanterie de ligne puis comme médecin-chef de laboratoires cliniques aux Armées et enfin au laboratoire central de l'Armée de la place de Calais. Son rôle est de procéder aux diagnostics biologiques et de conduire, dans un but de prévention et d'hygiène, des enquêtes épidémiologiques au sein des régiments. Il sera décoré de la Croix de guerre 1914-1918.
L'épidémie de grippe espagnole, plus meurtrière que la guerre elle-même, lui donne l'occasion d'approfondir son travail de recherche et de prévention au cours duquel, en 1918, il réussit à filtrer le virus de la grippe, confirmant par ces manipulations de microbiologie l'étiologie virale de la grippe (la première souche humaine ne sera isolée qu'en 1933 par Wilson Smith, C.-H. Andrewes et Patrick P. Laidlaw du National Institute for Medical Research (en) à Londres).
De 1923 à 1929, de nouvelles recherches sur l'amanite phalloïde au sein du laboratoire de Louis Lapicque à la Sorbonne l'amène à mettre au point un antidote aux empoisonnements par les champignons. Devenu en 1928 membre titulaire de la Société de biologie (fondée en 1848), il soutient l'année suivante, une thèse de doctorat ès sciences sur l'amanite phalloïde.

### Recherches en hygiène et en immunologie entre les deux guerres
Durant cette période, il collabore au Traité d'Hygiène, périodique de référence que dirige son ancien professeur Louis Martin édité par Baillière. En 1927, il organise au Grand Palais avec Fernand Widal les Journées médicales de Paris, et ouvre dans le service qu'il dirige à l'Institut Pasteur un Centre d'Étude des Groupes Sanguins. Ce centre d'études conduit des recherches immunologiques en médecine vétérinaire dont les applications agronomiques rapprochent René Dujarric du monde rural. En 1930, il fonde, avec Jules Bordet, la Société internationale de microbiologie. Ensemble, ils organisent, à l'Institut Pasteur de Paris, le premier congrès international de microbiologie.
Pour prolonger dans le domaine civil son travail de diagnostic conduit pendant la guerre pour le compte de l'armée, il ouvre au sein de l'Institut Pasteur un laboratoire d'hygiène expérimentale. Celui réalise les analyses biologiques pour le compte des hôpitaux, et au-delà du simple diagnostic, conduit, dans une optique d'hygiène préventive, des analyses des eaux usées et de l'eau de l'alimentation de ces mêmes hôpitaux.
Parallèlement, il élabore un projet de centre hospitalier à Périgueux, proche de sa ville natale, projet qui sera réalisé après guerre puis prendra son nom. La raison de ce projet se trouve dans le souci très pasteurien de concevoir un hôpital dans les règles de l'hygiène élaborées par la microbiologie à partir de l'expérience accumulée depuis 1900 à l'Hôpital Pasteur sur l'isolement des malades contagieux au cours de leur hospitalisation.
De 1928 à 1930, il fait édifier par son cousin, l'architecte Louis Faure-Dujarric, dans un style moderniste, un hôtel particulier au Parc des Princes, à Boulogne-Billancourt, comprenant une salle immense pouvant accueillir un orgue. Sa femme, Marcelle, organiste, y tiendra un salon musical auquel participeront les maîtres les plus célèbres de l'époque, par Marcel Dupré, Louis Vierne, André Marchal, Nadia Boulanger. C'est là qu'il habitera jusqu'à sa mort, à l'exception de la période de l'Occupation.
Ses recherches sur les groupes sanguins lui valent d'être nommé, à côté de Gustave Roussy et Robert Debré entre autres, membre de la Commission des sérums du ministère de la Santé Publique quand celle-ci est créée en 1934 sous la présidence de son ancien professeur et directeur au sein de l'Institut Pasteur, Louis Martin.

### Seconde Guerre mondiale
La Seconde Guerre mondiale le mobilise de nouveau. Alors que sa femme, née Marcelle Friedmann, est une catholique convertie tombée sous le coup des mesures de discrimination raciale du régime de Vichy, il sera jusqu'en 1945 au Service des recherches scientifiques et techniques de l'Armée l'adjoint d'Alexis Carrel, prix Nobel de médecine nommé en 1941 par le maréchal Pétain à la direction de la Fondation française pour l’étude des problèmes humains, qui prône dans le cadre de la Révolution nationale une révision hygiéniste du traitement des malades mentaux assimilés à des dégénérés ou des nuisibles et contribue idéologiquement à l'élimination de quarante cinq mille patients des hôpitaux psychiatriques français.
Parallèlement, il est nommé Secrétaire général de l'Institut Pasteur. C'est à ce titre que le directeur de l'Institut, Jacques Tréfouël, le charge en 1941 de transférer en France non occupée la fabrication de vaccin contre le typhus exanthématique mis au point par Paul Giroud. Ce sera le château de Laroche-Beaulieu, près de son natal Périgueux. Il y aménage un centre de production moderne et efficace dont il confie la direction à René Panthier, microbiologiste de vingt-six ans déjà entré dans la Résistance. Alors qu'il a à peine commencé à organiser cette unité de production, un commissaire de police accompagné d'un gestapiste vient, à la suite d’une dénonciation, l’arrêter pour détournement de produits destinés à l’armée allemande. Il échappe à son sort en démontrant qu’aucun vaccin n’est produit.
À la Libération, en 1945, il est promu sous directeur de l'Institut Pasteur, poste qu'il occupera jusqu'en 1958, et est élu membre de l'Académie de médecine, section hygiène.

### Les fonctions de direction après guerre
En 1948, le Laboratoire de la grippe, qu'il a créé dans son service de l'Institut Pasteur, isole la première souche française de virus grippal.
De 1953 à 1956, il préside la Société mycologique de France et en 1954 il est élu un seconde fois membre de l'Académie des sciences, section économie rurale.
En 1958, il abandonne son poste de sous directeur de l'Institut Pasteur pour devenir sous-directeur honoraire et se consacrer à ses missions d'expertise auprès de l'OMS en qualité de délégué de la France.
Au sein de l'Institut de France, René Dujarric cultive les amitiés d'André Maurois et Charles Dufraisse. En 1968, il devient vice-président de l'Académie des sciences et l'année suivante, l'année de sa mort, président.
Il est enterré à Excideuil. Son épouse est décédée en 1982.

## Décorations
- Commandeur de la Légion d'honneur (11 juillet 1947)[5]
- Croix de guerre 1914–1918
- Médaille interalliée de la Victoire
- Officier de l'ordre de la Santé publique
- Commandeur de l'ordre du Ouissam alaouite
- Chevalier de l'ordre de Léopold

## Publications
Les principaux travaux scientifiques de René Dujarric de la Rivière portent sur les virus de la grippe, les toxines des champignons, les groupes sanguins et l'hygiène de l'eau.
- R. Dujarric de la Rivière, Méningites à pseudo-méningocoques et méningites à paraméningocoques, Service des thèses de la Faculté de Médecine, Paris, 1913.
- R. Dujarric de la Rivière, Étude physiologique d'un extrait d'amanite phalloïde, Service des thèses de la Faculté des Sciences de la Sorbonne, Paris, 1929.
- R. Dujarric de la Rivière, B. Kolochine-Erber & V. Sautter, Le traitement de la poliomyélite expérimentale du singe par le chlorate de potasse", Presse Médicale no 83-84, Paris, 1941.
- R. Dujarric de la Rivière, Les grandes découvertes françaises en biologie médicale de 1877 à nos jours (avec Léon Binet, Antoine Lacassagne, André Lemierre,Pierre Mollaret, Louis Pasteur Vallery-Radot), coll. Bibliothèque de philosophie scientifique, Flammarion, 1949.
- R. Dujarric de la Rivière, Lavoisier économiste, Masson, Paris, 1949.
- R. Dujarric de la Rivière, A. Eyquem, Les groupes sanguins chez les animaux: individualités sanguine et tissulaire, Flammarion, Paris, 1953
- R. Dujarric de la Rivière, E. I. du Pont de Nemours, élève de Lavoisier, Librairie des Champs-Élysées, Paris, 1954.
- R. Dujarric de la Rivière & Madeleine Chabrier, La vie et l'œuvre de Lavoisier d'après ses écrits, Albin Michel, Paris, 1959.
- R. Dujarric de la Rivière, Cuvier: sa vie, son œuvre, pages choisies de Georges Cuvier, coll. Les Maîtres de la biologie, J. Peyronnet, Paris, 1969.
- R. Dujarric de la Riviere, Buffon: sa vie, ses œuvres, pages choisies, coll. Les Maîtres de la biologie, J. Peyronnet, Paris, 1971.

René Dujarric de la Rivière a collaboré à un certain nombre de publications, avec G. Cateigne, J. Chevé, Ch. Dopter, Julien Dumas, A. Eyquem, L. Gallerand, Cl. Hannoun, S. Ishii, N. Kossovitch, A. Lafaille, P. Millot, L. Podliachouk, Et. Roux, M. Saint-Paul.